# Karenni
Els Karenni (Karens vermells) són una de les principals ètnies minoritàries de Myanmar. Se'ls coneix sovint com Kayah, però aquest només és un dels grups de la nació. És un poble originari de l'Àsia central i Mongòlia que es va desplaçar al sud i es va establir a la regió de la plana de Deemawso (Nywedaung) vers el 739 aC, on hi va viure independent fins al 1948.

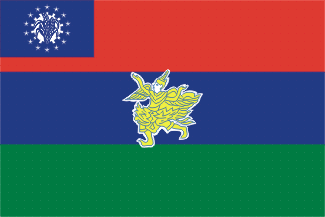
Bandera oficial de l'Estat Kayah

Bandera nacional dels karen i karenni, de l'Estat independent Karenni 1948-1949 i del Govern Nacional Karenni

Es divideixen en quatre grups principals: Kayah, Kayan o Kayin (Padaung), Kayaw (Payai) i Paku (Gaikho). Grups menors són els Kawyawmo (Manumanaw), Zayim, Gaitha, Yintalai i Yinbaw.

## Història

### Principats Karenni
Les primeres notícies són d'un principat del país Karenni dirigit per un "Sawphya" (just), que va estar sotmès a un príncep Shan, però el segle xviii es va independitzar. El país Karenni es va dividir al segle xix en 5 principats (sawphyas).
El 1864 un príncep karenni va demanar el protectorat britànic però la Gran Bretanya no s'hi va mostrar interessada. A la mort del príncep el 1869 els seus dos fills van renovar la petició davant l'amenaça birmana, però els britànics van refusar altre cop però van intercedir davant el rei de Birmània. Com que aquest país no renunciava i davant l'amenaça permanent, el govern britànic va establir que tres estats, Namekan (Nammekon), Naung Paule i Bawlakhe, foren reconeguts independents (sota protecció) per la Gran Bretanya el 21 de juny de 1875. L'estat de Kantarawadi no va tenir cap relació amb els britànics i era totalment independent. Un equip de vigilància fou enviat des de l'Índia per controlar la zona entre els karenni i Birmània, i la frontera fou formalment reconeguda per totes les parts.
Kantarawadi va envair l'Estats Shan el 1886, després que els britànics havien posat els principats shans sota protectorat l'1 de gener del 1886. Els britànics van rebutjar l'atac i van ocupar Sawlon, la capital; i el 8 de gener de 1889 es va establir el protectorat; el príncep Sawlapaw fou desposat i al sec lloc proclamat Sawlawi que va pagar tribut.
El cinquè i darrer estat karenni, Wuntho, va restar independent un temps però el 7 de febrer de 1891 fou ocupat i annexionat pel principat shan de Mong Pai. En aquest mateix any va sorgir un nou principat, Kyebogyi (Kyephogyi), que no va poder ser ocupat pels britànics fins ben entrat el segle xx. El 1892 els britànics van reconèixer com a myozes (sobirans) als prínceps de Kyebogi, Bawlakhe i Nammekon.
Salwlawi de Kantarawadi també portava el títol de myoza, i el 1901 els britànics el van reconèixer com a sabwa. Naungpale pagava un tribut de 50 rupies, i els altres tres de 100; Kantarawadi no pagava cap tribut.

## Prínceps de Bawlakhe
- Po Bya vers 1810
- La Kye vers 1850
- Paban 1872 - 1916 (des de 1892 myoza)
- Hkun Nge 1916 - 1948

## Prínceps de Kantarawadi o Gantarawadi
- Maung Pon (Pe Baw) vers 1837?
- Papaw Kyi vers 1845?
- Sao Lasa vers 1850?
- Sao Pyatin ? - 1866
- Sawlapaw (Sao Law Paw) 1866 - 1889 (+1891)
- Sawlawi (Sao Lawi) 1889-1930
- Vacant 1930-1948

## Prínceps de Kyebogyi
- Hkun U 1890 - 1933
- Vacant 1933-1948

## Prínceps de Namekon
- Desconeguts, abans de 1899
- Hkun Baw 1899 - 19??

## Prínceps de Naungpale
- Desconeguts, abans de 1897
- Hkun Che 1897 - 19??

## Prínceps de Wuntho
- Maung Tha Ywe 1798 - 1827
- Vacant 1827 - 1829
- Maung Shwe 1829 - 1830
- Maung Pe Nge 1830 - 1833
- Shwe Thi 1833 - 18..
- San Tit 1849 - 1851
- Mama Shwe Tha 1852 - 1878 (des de 1866, Mahawuntho Thohonbwa)
- Maung Aung Myat 1878 - 1891

### Domini britànic i japonès
L'1 de gener de 1892 els quatre estats karenni sota protectorat britànic van ser incorporats al govern de l'Índia Britànica i més tard hi va quedar incorporat el de Kyebogi. El 1937 van quedar units al govern de la Birmània Britànica.
Ocupada Birmània pels japonesos el març de 1942, la independència de Birmània fou proclamada l'1 d'agost de 1943 i els estats karenni foren dissolts. Els Karenni van ser hostils als japonesos i es van revoltar el 1944. L'1 de desembre de 1945 es va restablir l'autonomia dels estats Karenni. Es va crear l'Organització Nacional Karenni el febrer de 1947 i a la Conferència de Panglong o Pang Long de les nacionalitats de Birmània, on es van posar les bases de la futura Unió birmana, es va reconèixer a la nació karenni el dret d'autodeterminació que podria exercir al cap de deu anys. Tot i així els prínceps karenni van refusar anar a aquesta conferència i entrar a la unió.

### Ocupació birmana
El 4 de juny de 1948 Birmània va declarar constituït un estat federat Karenni i va enviar tropes que van entrar als principats el 9 d'agost de 1948. El mateix dia el príncep Karenni de Kyephogyi Sawbwa (príncep) Saw Shwe Kyai Hpo Gyi i el representant de la regió de Baw Lakhai, U Bee Htoo, van proclamar la independència de l'Estat Karenni, formant-se un govern nacional. El 17 d'agost de 1948 els karenni van formar l'exèrcit nacional karenni, i el 24 de setembre de 1948 els cinc principats es van unir en un sol estat amb capital a Loikaw. El 1949 el país karenni estava gairebé del tot ocupat pels soldats birmans. El 5 d'octubre de 1951 les autoritats birmanes van donar a l'estat el nom d'Estat Kayah.

Bandera del Partit Nacional Progressista Karenni

Els karenni van tardar a reorganitzar la resistència armada; el juny de 1956 les forces karenni (Kayah principalment) es van aliar als Kayin i als Mon, també revoltats, i es va crear el Front Nacional Democràtic de la Solidaritat. Menys d'un any després, l'abril de 1957 es va formar el Partit Nacional Progressista Kayinni (Karenni), conegut per les seves sigles angleses KNPP) amb un braç armat anomenat Consell Revolucionari Nacional Karenni, sota la direcció de Saw Palo (Htaw Hplo), líder de la rebel·lió nacional, reagrupant a tots els Karennis. El 1972 es va establir el Congrés Karenni que va fer una crida al restabliment de l'estat independent Karenni.
El grup va patir una escissió pro-comunista el 1977 amb un terç dels efectius (100 de 300 combatents) formant-se el 26 de juny de 1978 el grup Front d'Alliberament de tots els Karenni (All Kayinni People's Liberation Front, AKPLF), aliat del Partit Comunista de Birmània, que el maig de 1980 va esdevenir el Front Nacional d'Alliberament Popular Karenni (KNPLF) que va participar activament a la lluita a l'Estat Kayah, i tenia les seves bases a Mai Sai, Nant Pinle i Hoya i va arribar a tenir més de mil cinc-cents soldats
El 18 de juliol de 1986 el KNPP, liderat per Saw Maw Reh, va decidir la supressió del Consell Revolucionari i va formar el Govern de l'Estat de Karenni (Karenni State Government, KSG). El 1987 Saw Maw Reh es va aliar a una altra organització del país, el Partit de la Nova terra Kayan (Kayan New Land Party) i a l'Organització d'Alliberament popular Nacional de la terra Shan (Shan Land National People's Liberation Organization) i van formar el Front Nacional Democràtic Unit (National Democràtic United Front) que va existir fins al 1991, i del que ell mateix fou el president. Tanmateix el 1989 el KNPP es va integrar a l'Aliança Democràtica de Birmània (Democràtic Alliance of Burma, DAB).
El 1992 el Partit Progressista Nacional Karenni va organitzar el govern a l'exili, reclamant jurisdicció sobre 3 districtes i 17 municipalitats en què quedava dividit el país.

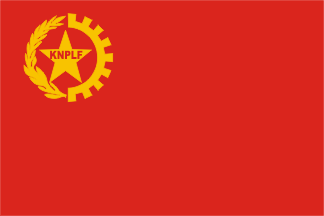
Bandera del Front Nacional d'Alliberament Popular Karenni

El 14 de juny de 1993 el KNPP y el KSG van emetre una declaració de pau i van fer una consulta entre el poble a zona de Loikaw, zona que tenien sota el seu control, i es va decidir la pau. Les negociacions van començar el 21 de novembre de 1993, i es van repetir el 28 de desembre de 1993, a Mae Hongsohn (Tailàndia), dirigides pel president del KNPP, U Aung Than Lay. Des del 10 de desembre de 1993 es va incorporar a les negociacions el bisbe catòlic Monsenyor Sayadaw Sotero Phamo, com mitjancer. Les converses formals amb el Tatmadaw (la Junta militar) van començar el 12 de gener de 1994. El 4 de febrer de 1994 també es van iniciar converses entre la junta militar i el grup comunista KNPLF, i es va arribar aviat a un acord que va convertir a aquest darrer grup en organització legal que tindria el control de la zona de Hoya (Biya) on rebria assistència econòmica i social del govern. El 8 de maig de 1994 les forces del KNPLF formades per 1.619 homes, sota la direcció del president del moviment U Sandar i el vicepresident U Htu Kyaw, van entregar les armes. Les converses amb el KNPP van anar per bon camí i el 25 de març de 1994 el president del KNPP va fer publica l'opció per la pau i el 13 d'octubre de 1994 el KNPP va demanar un referèndum entre els karenni; van seguir converses a Loikaw del 10 al 13 de novembre de 1994 dirigides pel representant del KNPP, Aung Myat. El març de 1995 el representant de la Junta militar Brigadier General Kyi Maung i els representants del KNPP, Htai Bu Phe i Ye Mann Htoo van arribar a un acord pel qual el KNPP fou convertit en organització legal i es donaria assistència econòmica a la regió amb capital a Hiptoe Kaloe que quedava sota el seu control. Les forces Karenni dirigides per Aung Than Lay i Khu The Phu Phe, amb 7.790 homes, van entregar les armes en una cerimònia a Loikaw el 21 de març de 1995, però l'acord es va trencar un any després i van recuperar les armes, i la guerra va continuar. Les tropes de Myanmar van cometre bastants atrocitats a l'Estat Karenni i milers de persones van ser desplaçades. El gener de 1997 el KNPP es va aliar a altres 13 partits de les nacionalitats. El juny de 1997 una ofensiva de la junta militar (ara anomenada SLORC) va obligar a fugir més persones. El 1999 tres unitats Karenni es van rendir al govern. Els combats van continuar i el 2005 es van reiniciar les converses de pau.

### Les lluites del grup Kayan o Padaung
Els Padaung o Kayan, un dels grups Karenni, habiten la regió de Loikaw y Demoso a l'estat Kayah (Karenni), la regió de Pe Khone i Moe Bye a l'Estat Shan, i la regió de Lewe a la província de Mandalay. Les dones Padaung són les famoses dones girafes que s'allarguen el coll amb grans anells. La rebel·lió dels Padaung de l'estat Shan es va iniciar el 1939 sota la direcció de Thaing Ba Han, dirigida contra els Saofas (prínceps) Shan que imposaven als Padaung tributs molt alts. Des del 1942 al 1945 van lluitar també contra els Japoneses. La lluita va acabar el 1945, però des del 1948 l'opressió va continuar i des del 1959 fou feta pels birmans. El 1962 un estudiant Padaung de la universitat de Rangoon, Ngaing Kayan Htan alies Shwe Aye, va organitzar un grup de 40 joves Padaung i va passar a la clandestinitat. El 4 de juny de 1964 es van formar d'aquest nucli inicial el Kayan New Land Army (KNLA) i el Kayan New Land Party (KNLP), que poc després es van fusionar al grup insurgent padaung de l'estat Shan, ara dirigit per Bo Pyan, però sota el nom de Kayan New Land Party, amb un centenar d'homes en armes. Po Pyan va assumir la presidència i Shwe Aye la secretaria general. Més tard Shwe Aye va assumir la presidència, i va ampliar les activitats militars i politiques a la zona de Mandalay. Del grup de 40 joves fundadors alguns eren favorables al Partit Comunista de Birmània i van influir a finals dels anys setanta perquè el partit participés en operacions conjuntes amb el PCB a canvi de certa ajuda. Des principis dels anys vuitanta el PCB va disminuir la seva capacitat al mancar l'ajuda xinesa. El setembre de 1988 un grup de 80 homes de la regió de Moe Bye, dirigits per U Gabriel Pyan, es van integrar al KNLP; U Gabriel Byan, havia pres part a les protestes nacionals de 1988 a les ciutats de Mobye i Phekhon, i va haver de passar a la clandestinitat amb 80 companys que després d'un temps es van unir al Kayan New Land Party que era actiu a la regió, i que encara restava aliat al PCB al que U Gabriel era netament hostil; degut a això aviat va tenir problemes dins el grup i el 1991 fou posat sota arrest quan es va descobrir que intentava un acord de pau amb el govern sense coneixement de l'organització.
El 1989, la KNLA, amb pocs recursos, va col·laborar amb altres grups en armes. El febrer de 1992 els partidaris de U Gabriel van convocar una manifestació de suport que es va celebrar prop de Mobye i de Phekhon, al llogaret de Bala Palo, el 9 d'octubre de 1991, reunint 800 persones de la rodalia (58 petits pobles); a la reunió es va fer una crida a la pau i a favor de U Gabriel Byan. Després d'això U Gabriel (ja alliberat) i els seus partidaris van trencar amb el Kayan New Land Party i van establir la Kayan National Organization i el seu braç armat la Kayan National Guards, que va operar a Mobye i Phekhon però que immediatament va establir negociacions de pau amb la Junta Militar (desembre de 1991). Després d'una reunió a Mobye el 12 de febrer de 1992 es va pactar que el grup seria legalitzat i entregaria les armes. L'entrega es va fer el 27 de febrer de 1992 a Loikaw, a l'Estat Kayah. 80 membres de la KNG van entregar les seves armes que seguidament els van ser tornades amb l'encàrrec de mantenir la pau i la seguretat a la regió, i se'ls va donar diners i altres coses necessàries per iniciar una nova vida (cases i terres) 
El General Khin Nyunt, membre de la Junta, que va visitar l'Estat Kayah el 17 i 18 de febrer de 1993, va iniciar negociacions amb altres grups, entre els quals el Kayan New Land Party (KNLP). Les negociacions les va dirigir el vicepresident del KNLP, U Than Soe Naing, i des el febrer de 1994 van agafar un camí decidit cap a la pau. La primera reunió d'alt nivell va tenir lloc el 26 de febrer de 1994 a Loikaw, i la segona el 22 d'abril de 1994. Van seguir després altres reunions (28 d'abril i 5 de maig) i finalment el 22-23 de juny de 1994 es va acordar l'alto el foc, la legalització del KNLP, certes millores socials, i la intercomunicació entre les tres àrees habitades per Kayan o Padaung. El 25 de juny de 1994 els 1.496 combatents de la KNLA van entregar les armes. La regió Kayan fou designada com Area especial nº 3 per a ser proveïda d'assistència econòmica, tenint la seva seu a Pyin Saung.